# Ольшанівська Божена Луківна
Божена Луківна Ольшанівська (уроджена Павлишин; 23 лютого 1936, Львів — 1 жовтня 2017, Ньюарк) — громадська діячка української діаспори в США, учасниця українського правозахисного руху. Голова неурядової правозахисної організації США «Американці в обороні людських прав України».

## Життєпис
Божена Ольшанівська народилася 23 лютого 1936 року у Львові в родині Луки Павлишина‚ який в роки Другої світової війни був старшиною Української повстанської армії‚ а потім відбував тривале ув'язнення в Красноярську і таборах Воркути.
В кінці Другої світової війни Божена Ольшанівська з матір'ю і сестрою Роксоланою перебувала в таборах переміщених осіб в Німеччині‚ звідки родина 1949 року виїхала до США‚ де Ольшанівська закінчила в Нюарку школу медичних сестер і продовжила навчання в університеті Сітон-Гол. Після отримання диплому 30 років працювала в компаніях Western Electric, Bell Labs i АТ&Т‚ з якої вийшла на пенсію.
З молодих років Божена Ольшанівська разом з чоловіком Ігорем Ольшанівським стала активною учасницею громадсько-політичного життя. У 1970-х роках вони проводили численні кампанії в підтримку Валентина Мороза та інших політичних в'язнів радянського режиму в Україні. Також разом вони за підтримки сенатора від Нью-Джерсі Білла Бредлі почали старання у Сенаті США щодо визнання злочинного Голодомору 1932—1933 років в Україні‚ які завершилися утворенням урядової комісії, очолюваної Джеймсом Мейсом, і прийняттям у Конґресі США постанови про Голодомор‚ яку підписав Президент Рональд Рейган у жовтні 1984 року.
У той час за участі Ольшанівської були засновані організації «Американці в обороні людських прав України» та «Український національний центр історії та інформації»‚ які постійно вимагали дотримання прав політичних в'язнів в СРСР і оборону людських прав у поневоленій Україні. Божена Ольшанівська разом з Ігорем Ольшанівським, Андрієм Зваруном, Богданом Ясенем, Уляною Мазуркевич і Андрієм Каркоцем підтримували постійний зв'язок з Державним департаментом США та американськими конґресменами у справі ув'язнених членів Української Гельсінської групи та радянських репресій в Україні. Внаслідок цієї співпраці всі документи УГГ були перекладені на англійську мову і свідчення Андрія Зваруна перед Конґресом США у справі УГГ були опубліковані у збірниках Гельсінської комісії Конґресу США.
Після Чорнобильської катастрофи Ольшанівська стала активною учасницею кампанії з надання допомоги потерпілим через організацію «Діти Чорнобиля»‚ налагодила постійну фінансову підтримку дитячої клініки-шпиталю у Львові. За активну гуманітарну діяльність Божена Ольшанівська 1996 року отримала у Білому Домі відзнаку Президента США Білла Клінтона і віце-президента Ела Ґора.
Ольшанівська була активною членкою «Союзу українок Америки» (Відділ 86)‚ щедро підтримувала українське мистецтво‚ а також класичну музику‚ оперу і балет у США.
Померла 1 жовтня 2017 року. Похована на цвинтарі Цвинтарі святого Андрія в Саут-Баунд-Бруці.